# 小行星6724
小行星6724（英語：6724）是一颗围绕太阳公转的小行星。1991年2月4日，上田清二、金田宏在钏路市发现了此天体。
这颗小行星的绝对星等为23.16332247860921等。